# Фролов Сергій Іванович
Сергій Іванович Фролов (28 червня 1869, Миколаїв, Російська імперія — 1932, Ленінград, РРФСР) — контр-адмірал Російського Імператорського флоту.
Народився в сім'ї потомствених дворян Катеринославської губернії. Його батько, капітан першого рангу (1878), Іван Іларіонович Фролов — офіцер Чорноморського флоту Російської імперії; мати — Єлизавета Костянтинівна, уроджена Карьязі, дочка губернського секретаря (грецького походження).
Брав участь у російсько-японській війні 1905 року в складі 2-ї Тихоокеанської ескадри під командуванням адмірала Рождественського. Після війни був призначений старшим офіцером ескадреного броненосця «Чесма». У 1906 році — флагманський штурман Штабу Командувача для плавання з корабельними гардемаринами (до 1907). Командир навчального судна «Воїн» (1908—1912). Одночасно в 1909—1910 роках обіймав посаду ротного командира Морського Корпусу, потім викладав морехідну астрономію. Починаючи з 1914 року завідував Окремими гардемаринськими класами. Був капітаном споруджуваного лінійного крейсера «Кінбурн» (1915—1917). За відзнаку по службі отримав чин контр-адмірал в 1917.
У 1917—1918 переїхав до Києва, коли туди перевели Морський Головний і Генеральний штаб Російського Імператорського флоту. У радянський час — начальник Управління військово-морських навчальних закладів (1920—1921).